# Heniocha apollina
Heniocha apollina är en fjärilsart som beskrevs av J. Peter Maassen 1927. Heniocha apollina ingår i släktet Heniocha och familjen påfågelsspinnare. Inga underarter finns listade i Catalogue of Life.